# Fino a qui tutto bene (album)
Fino a qui tutto bene è il secondo album in studio del rapper italiano Marracash, pubblicato il 13 luglio 2010 dalla Universal Music Group.

## Descrizione
Il titolo dell'album trae ispirazione dal film L'odio. A differenza del precedente disco, concepito per essere un disco prettamente hip hop, Fino a qui tutto bene risulta essere più personale a detta dello stesso rapper, il quale ha sentito la necessità di mostrarsi come artista proprio senza essere etichettato con il rap che faceva nel collettivo Dogo Gang.

## Promozione
Ad anticipare l'uscita dell'album sono stati il videoclip del brano Cani pazzi, uscito a fine 2009, e il primo singolo Stupido, pubblicato il 22 giugno 2010. Il 1º ottobre 2010 è stata la volta del secondo ed ultimo singolo Rivincita, realizzato in collaborazione con la cantante Giusy Ferreri.

## Tracce
Testi di Fabio Rizzo, eccetto dove indicato, musiche di Piermarco Gianotti, eccetto dove indicato.
1. Due anni prima – 1:07
2. I ragazzi dello zoo del Berlin – 3:33 (musica: Luigi Florio)
3. Rivincita (feat. Giusy Ferreri) – 5:37
4. Mixare è bello – 3:54
5. *roie – 4:46
6. Stupido – 4:52
7. Parole chiave – 2:59 (musica: Simone Cogo)
8. Continuavano a chiamarlo Marracash (il divo) – 4:18 (musica: Flavio Morana)
9. Fino a qui tutto bene – 3:17 (musica: Francesco Barbaglia, Andrea Fratangelo)
10. Cani pazzi – 4:53
11. La parola che nessuno riesce a dire – 3:33

Traccia bonus nell'edizione di iTunes
1. Stupidi (feat. Fabri Fibra) – 4:01 (testo: Fabio Rizzo, Fabrizio Tarducci)

## Formazione
Musicisti
- Marracash – voce
- Giusy Ferreri – voce aggiuntiva (traccia 3)
- Ornella Felicetti – voce aggiuntiva (traccia 11)
- Fabri Fibra – voce aggiuntiva (traccia 12)

Produzione
- Don Joe – produzione (traccia 2)
- Deleterio – produzione (tracce 3, 4, 5, 6, 10, 11 e 12)
- The Bloody Beetroots – produzione (traccia 7)
- The Buildzer – produzione (traccia 8)
- Crookers – produzione (traccia 9)

## Classifiche
| Classifica (2010) | Posizione massima |
| ----------------- | ----------------- |
| Italia            | 7                 |